# Gymnetis hieroglyphica
Gymnetis hieroglyphica är en skalbaggsart som beskrevs av Nicholas Aylward Vigors 1825. Gymnetis hieroglyphica ingår i släktet Gymnetis och familjen Cetoniidae.

## Underarter
Arten delas in i följande underarter:
- G. h. goryi
- G. h. rubrocincta
- G. h. buckleyi